# بیست و یکمین دوره جوایز بفتا
 بیستمین و یکمین دوره جوایز بفتا (به انگلیسی: 21st British Academy Film Awards) در سال ۱۹۶۸ به افتخار فیلم ۱۹۶۷ در لندن برگزار شد . 

## جوایز و نامزدها
| ۱۹۶۷ 21st                    |                         |                             |
| بهترین بازیگر مرد بریتانیایی |                         |                             |
| پل اسکوفیلد                  | مردی برای تمام فصول     | Sir Thomas More             |
| دیرک بگارد                   | Accident                | Stephen                     |
| دیرک بگارد                   | Our Mother's House      | Charlie Hook                |
| ریچارد برتون                 | The Taming of the Shrew | Petruchio                   |
| جیمز میسون                   | رابطه مرگ‌آور            | Charles Dobbs               |
| بهترین بازیگر مرد خارجی      |                         |                             |
| راد استایگر                  | در گرمای شب             | Police Chief Bill Gillespie |
| وارن بیتی                    | بانی و کلاید            | بانی و کلاید                |
| سیدنی پوآتیه                 | در گرمای شب             | Detective Virgil Tibbs      |
| اورسون ولز                   | ناقوس‌های نیمه‌شب         | Sir John Falstaff           |

- بهترین بازیگر نقش اول زن خارجی  آنوک امه
- بهترین بازیگر نقش اول زن بریتانیا  ادیث ایوانز
- بهترین فیلم مردی برای تمام فصول
- بهترین فیلم بریتانیا مردی برای تمام فصول
- بهترین فیلم بریتانیا مردی برای تمام فصول